# Bambaia (region Oio)
Bambaia – wieś w Gwinei Bissau, w regionie Oio.